# Роскилде
Роскилде (дан. Roskilde) је значајан град у Данској, у источном делу државе. Град је у оквиру покрајине Сјеланд, где са околним насељима чини једну од општина, општину Роскилде. Данас Роскилде има око 47 хиљада становника у граду и око 83 хиљаде у ширем градском подручју.
Роскилде је познат по градској саборној цркви, тзв. Роскилдској катедрали, најстаријој готичкој цркви у северној Европи, у којој се налази крипта данске краљевске породице.

## Природни услови
Роскилде се налази у источном делу Данске. Од главног града Копенхагена, град је удаљен 35 километара западно.
Рељеф: Град Роскилде се налази у средишњем делу данског острва Сјеланд. Градско подручје је покренуто за данске услове. Надморска висина средишта града креће се од 0 до 50 метара.
Клима: Клима у Роскилдеу је умерено континентална са утицајем Атлантика и Голфске струје.
Воде: Роскилде се образовао на крају залива Катинге, дела Северног мора.

## Историја
Подручје Роскилдеа било је насељено још у доба праисторије. Данашње насеље први пут се спомиње око 980. г, да би већ 1020. г. постало епископско седиште. 1268. г. насеље је добило градска права.
И поред петогодишње окупације Данске (1940-45.) од стране Трећег рајха Роскилде и његово становништво нису много страдали.

## Становништво
Данас Роскилде има око 47 хиљада у градским границама и око 83 хиљаде са околним насељима.
Етнички састав: Становништво Роскилдеа је до пре пар деценија било било готово искључиво етнички данско. И данас су етнички Данци значајна већина, али мали део становништва су скорашњи усељеници.

## Привреда
Роскилде је данас првенствено ослоњен на терцијарни привредни сектор, пословање, услуге и туризам. Град је значајан и по истоименом универзитету међународног значаја, који је такође значајна потпора градској привреди.

## Збирка слика
- Роскилдска катедрала
- Градска кућа Роскилдеа
- Стари део града
- Универзитетско читалиште